# Energia (stijlfiguur)
Energia is een stijlmiddel waarbij een stand van zaken op een besliste manier (vol energie) wordt voorgesteld. 
Het begrip werd door Aristoteles gebruikt met in relatie tot de kracht van gesproken of geschreven meningsuiting.
Bij het middel wordt vaak gebruikgemaakt van personificaties.